# 埃利斯 (堪薩斯州)
埃利斯（英語：Ellis）是一個位於美國堪薩斯州埃利斯縣的城市。

## 地方資料
根據2020年美國人口普查的數據，埃利斯的面積為4.29平方千米，當中陸地面積為4.29平方千米，而水域面積為0.00平方千米。當地共有人口1958人，而人口密度為每平方千米456.41人。